# Чемпіонат України із шахів 2014
83-й чемпіонат України із шахів, що проходив з 10 по 22 листопада 2014 року за адресою: Львівська область, Жовківський район, село Малехів, вул. Жовківська,1 (у приміщенні готелю «Варшава»). 
 Набравши 7½ очок з 11 можливих (+5-1=5) чемпіоном України 2014 року став Юрій Кузубов, який лише за додатковими показниками випередив Павла Ельянова.
Категорія турніру — XVII (середній рейтинг — 2659,2).

## Регламент турніру

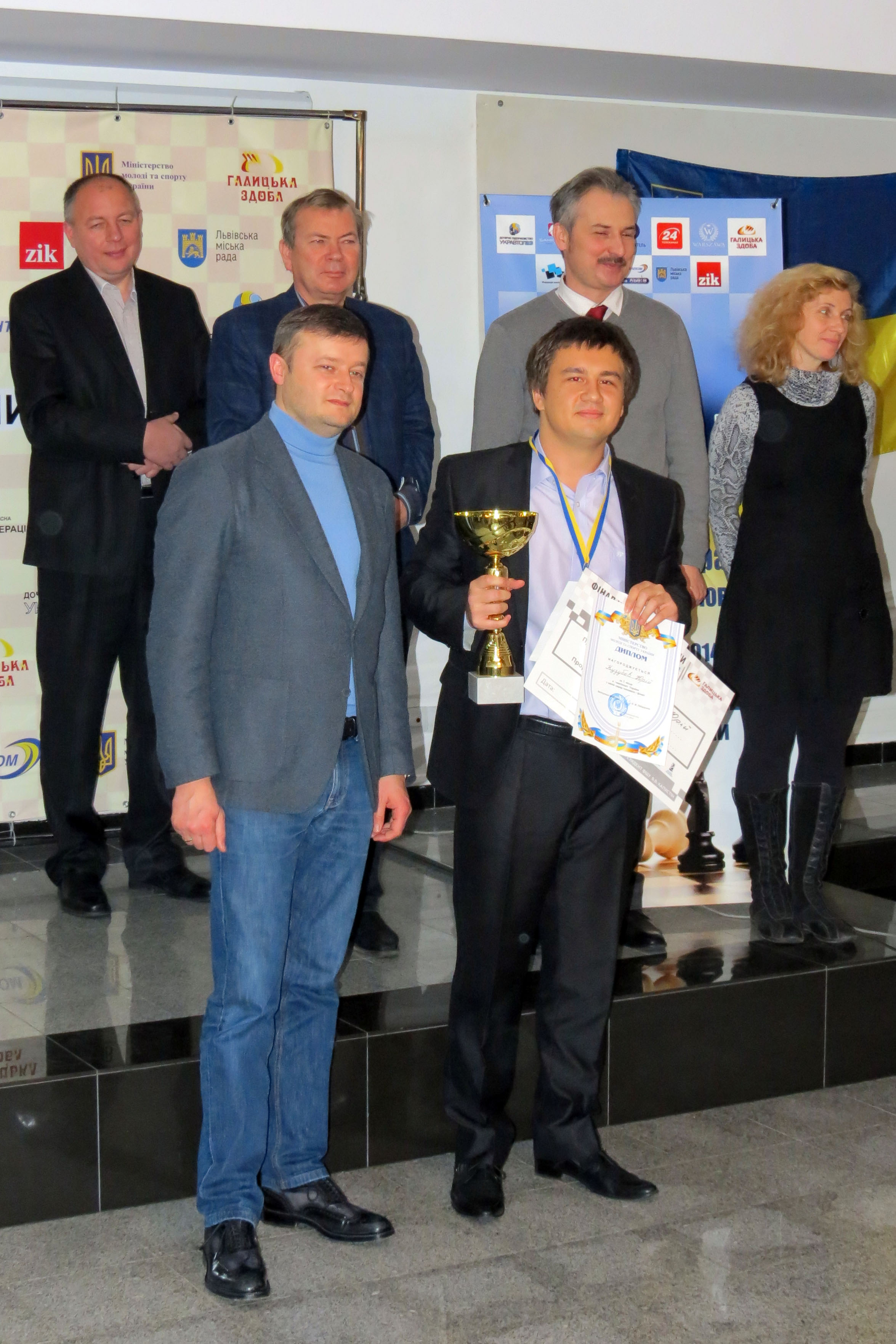
Юрій Кузубов — чемпіон України 2014 року

Змагання проводилися за коловою системою в 11 турів.

Головний суддя турніру, міжнародний арбітр — Товчига Олег Григорович.

### Розклад змагань[3]
- Відкриття турніру: 10 листопада[4]
- Ігрові дні: 11-16, 18-22 листопада
- Вихідний день: 17 листопада
- Закриття турніру: 22 листопада (після закінчення партій останнього туру)

Час початку партій (київський) — 15.00 год (останнього туру — 12.00 год).

### Контроль часу
- 90 хвилин на перші 40 ходів плюс 30 хвилин до закінчення партії кожному учаснику з додаванням 30 секунд за кожен зроблений хід, починаючи з першого. Дозволений час спізнення на партію — 15 хвилин з початку туру.

### Критерії розподілу місць
Місця визначалися за кількістю набраних очок. У разі рівності очок у двох або більше учасників місця визначаються (у порядку пріоритетів) за наступними додатковими показниками:
- 1. Коефіцієнт Зоннеберга-Бергера;
- 2. Результат особистої зустрічі;
- 3. Кількість виграних партій;
- 4. Плей-офф.

## Учасники змагань

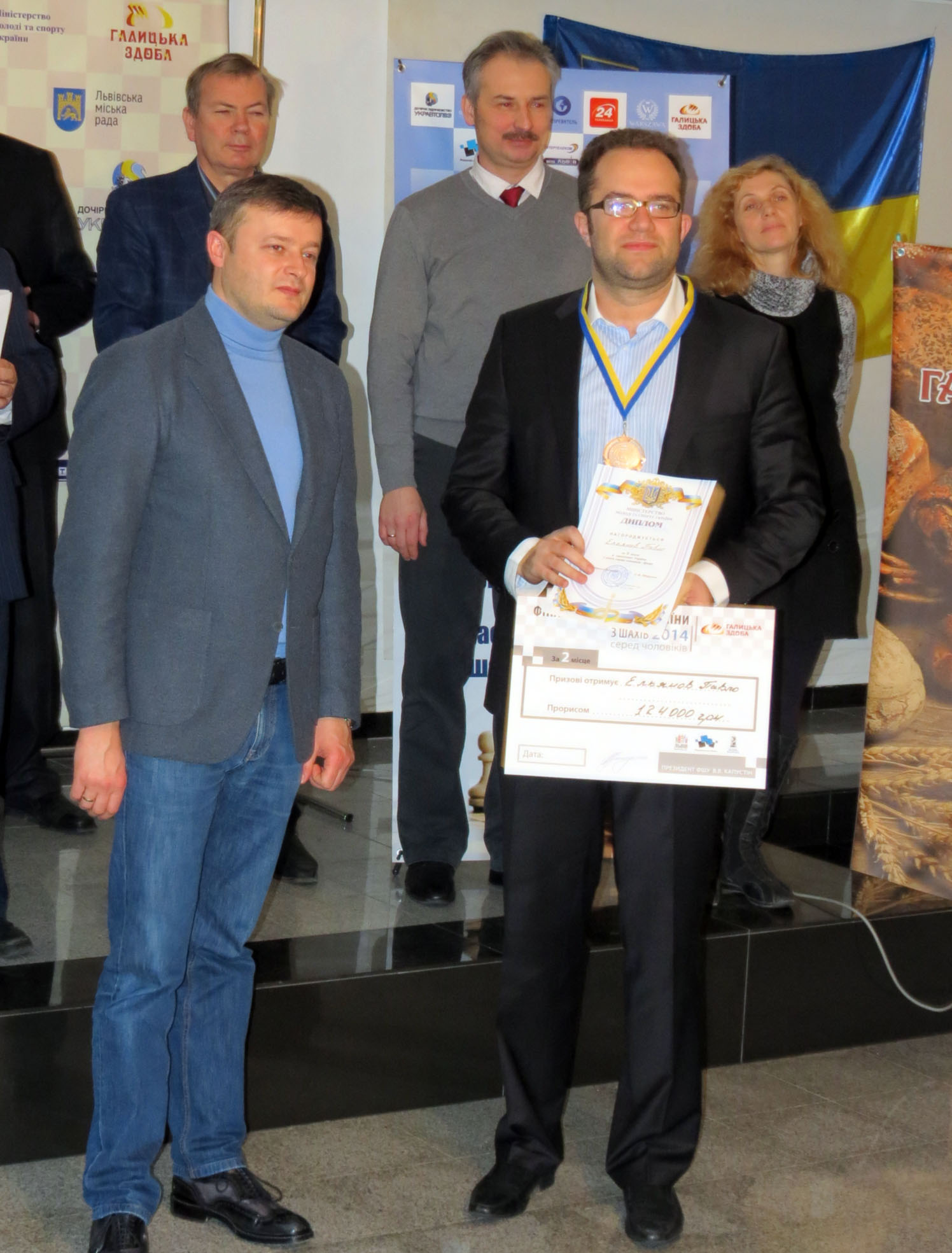
Павло Ельянов — срібний призер чемпіонату України 2014 року

До участі у фінальній частині чемпіонату України з шахів 2014 року були запрошені 12 шахістів, зокрема:
- чемпіон України 2013 року Юрій Криворучко (рейтинг ФІДЕ на 1 червня 2014 р.[5] — 2707)
- п'ять шахістів з найвищим рейтингом ФІДЕ на 1 червня 2014 року, а саме: багаторічний лідер збірної України, 4-разовий олімпійський чемпіон Василь Іванчук (2738), екс-чемпіон світу, дворазовий олімпійський чемпіон Руслан Пономарьов (2723), дворазові переможці шахових олімпіад Павло Ельянов (2723) та Олександр Моїсеєнко (2707) та чемпіон України 2005 року Олександр Арещенко (2701).
- шахісти, які посіли перші п'ять місць у півфінальному турнірі чемпіонату України, що проходив з 5 по 13 липня 2014 року у Львові за участі 142 шахістів з 23 регіонів України, а саме: Юрій Кузубов, Станіслав Богданович, Олександр Ковчан, Олександр Зубов та Олександр Зубарєв.[6][7][8]
- Як номінант Президента ФШУ до них приєднався чемпіон України 2012 року та бронзовий призер торішнього чемпіонату Антон Коробов, який мав наступний сьомий рейтинг ФІДЕ (2680) серед українських шахістів.

### Склад учасників
| - Василь Іванчук (Львів, 2726) — 25 (1-е в Україні) - Павло Ельянов (Харків, 2719) — 31 (2) - Руслан Пономарьов (Київ, 2711) — 37 (3) - Юрій Криворучко (Львів, 2706) — 45 (4) - Олександр Моїсеєнко (Харків, 2701) — 48 (5) - Антон Коробов (Харків, 2680) — 59 (6) | - Юрій Кузубов (Краматорськ, 2661) — 86 (8) - Олександр Арещенко (Львів, 2655) — 96 (9) - Станіслав Богданович (Одеса, 2590) — 257 (21) - Олександр Зубарєв (Запоріжжя, 2588) — 266 (22) - Олександр Зубов (Миколаїв, 2588) — 267 (23) - Олександр Ковчан (Харків, 2585) — 275 (24) |

жирним — місце в рейтингу Ело станом на листопад 2014 року.

## Рух за турами
| 1-й тур 11.11.2014 року  | 1-й тур 11.11.2014 року | 1-й тур 11.11.2014 року | 1-й тур 11.11.2014 року | 1-й тур 11.11.2014 року |
| ------------------------ | ----------------------- | ----------------------- | ----------------------- | ----------------------- |
| Зубов                    | 0                       | 0:1                     | 0                       | Моїсеєнко               |
| Ковчан                   | 0                       | 0:1                     | 0                       | Ельянов                 |
| Іванчук                  | 0                       | ½:½                     | 0                       | Криворучко              |
| Зубарєв                  | 0                       | 0:1                     | 0                       | Коробов                 |
| Пономарьов               | 0                       | 1:0                     | 0                       | Арещенко                |
| Богданович               | 0                       | 0:1                     | 0                       | Кузубов                 |
| 4-й тур 14.11.2014 року  |                         |                         |                         |                         |
| Моїсеєнко                | 2                       | ½:½                     | 1½                      | Арещенко                |
| Коробов                  | 2                       | ½:½                     | 2                       | Кузубов                 |
| Криворучко               | 1½                      | ½:½                     | 1                       | Богданович              |
| Ельянов                  | 3                       | ½:½                     | 2                       | Пономарьов              |
| Зубов                    | 1                       | 1:0                     | 0                       | Зубарєв                 |
| Ковчан                   | 1                       | 0:1                     | 1                       | Іванчук                 |

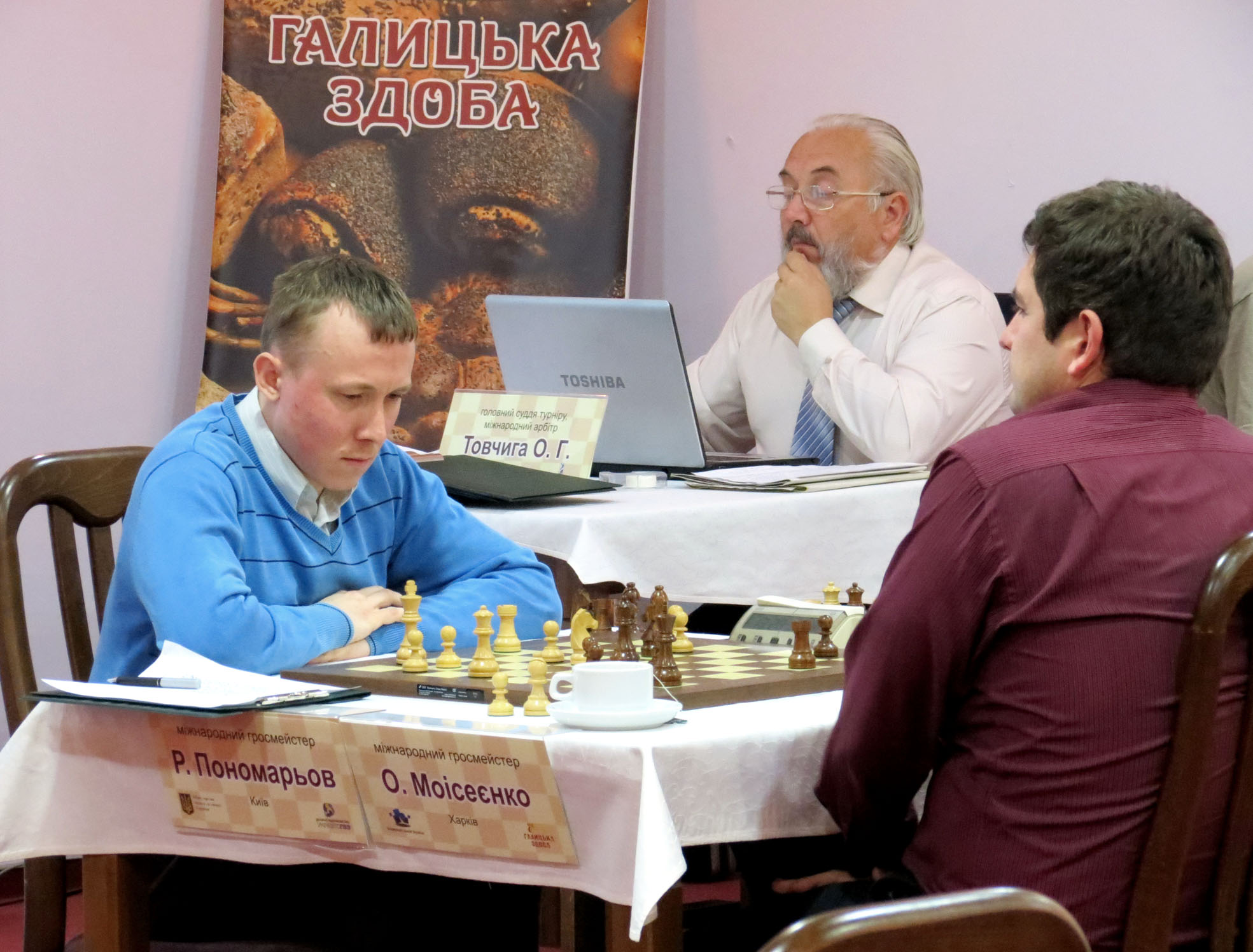
Олег Товчига уважно спостерігає за ходом турніру (9 тур)

| 7-й тур 18.11.2014 року  |                         |                         |                         |                         |
| Зубарєв                  | 1½                      | 0:1                     | 3½                      | Моїсеєнко               |
| Пономарьов               | 3½                      | ½:½                     | 2½                      | Іванчук                 |
| Богданович               | 2½                      | 0:1                     | 2                       | Ковчан                  |
| Кузубов                  | 4                       | 1:0                     | 3                       | Зубов                   |
| Арещенко                 | 3                       | ½:½                     | 4                       | Ельянов                 |
| Коробов                  | 3½                      | ½:½                     | 3                       | Криворучко              |
| 10-й тур 21.11.2014 року |                         |                         |                         |                         |
| Моїсеєнко                | 5½                      | ½:½                     | 6                       | Ельянов                 |
| Зубов                    | 4½                      | 1:0                     | 4                       | Криворучко              |
| Ковчан                   | 3                       | 0:1                     | 5                       | Коробов                 |
| Іванчук                  | 4½                      | ½:½                     | 4½                      | Арещенко                |
| Зубарєв                  | 2½                      | 1:0                     | 6½                      | Кузубов                 |
| Пономарьов               | 5½                      | 1:0                     | 2½                      | Богданович              |

| 2-й тур 12.11.2014 року  | 2-й тур 12.11.2014 року | 2-й тур 12.11.2014 року | 2-й тур 12.11.2014 року | 2-й тур 12.11.2014 року |
| ------------------------ | ----------------------- | ----------------------- | ----------------------- | ----------------------- |
| Моїсенко                 | 1                       | ½:½                     | 1                       | Кузубов                 |
| Арещенко                 | 0                       | 1:0                     | 0                       | Богданович              |
| Коробов                  | 1                       | 1:0                     | 1                       | Пономарьов              |
| Криворучко               | ½                       | 1:0                     | 0                       | Зубарєв                 |
| Ельянов                  | 1                       | 1:0                     | ½                       | Іванчук                 |
| Зубов                    | 0                       | ½:½                     | 0                       | Ковчан                  |
| 5-й тур 15.11.2014 року  |                         |                         |                         |                         |
| Іванчук                  | 2                       | ½:½                     | 2½                      | Моїсеєнко               |
| Зубарєв                  | 0                       | ½:½                     | 1                       | Ковчан                  |
| Пономарьов               | 2½                      | ½:½                     | 2                       | Зубов                   |
| Богданович               | 1½                      | ½:½                     | 3½                      | Ельянов                 |
| Кузубов                  | 2½                      | ½:½                     | 2                       | Криворучко              |
| Арещенко                 | 2                       | ½:½                     | 2½                      | Коробов                 |
| 8-й тур 19.11.2014 року  |                         |                         |                         |                         |
| Моїсеєнко                | 4½                      | ½:½                     | 3½                      | Криворучко              |
| Ельянов                  | 4½                      | ½:½                     | 4                       | Коробов                 |
| Зубов                    | 3                       | 1:0                     | 3½                      | Арещенко                |
| Ковчан                   | 3                       | 0:1                     | 5                       | Кузубов                 |
| Іванчук                  | 3                       | 1:0                     | 2½                      | Богданович              |
| Зубарєв                  | 1½                      | 0:1                     | 4                       | Пономарьов              |
| 11-й тур 22.11.2014 року |                         |                         |                         |                         |
| Богданович               | 2½                      | 1:0                     | 6                       | Моїсеєнко               |
| Кузубов                  | 6½                      | 1:0                     | 6½                      | Пономарьов              |
| Арещенко                 | 5                       | 1:0                     | 3½                      | Зубарєв                 |
| Коробов                  | 6                       | ½:½                     | 5                       | Іванчук                 |
| Криворучко               | 4                       | ½:½                     | 3                       | Ковчан                  |
| Ельянов                  | 6½                      | 1:0                     | 5½                      | Зубов                   |

| 3-й тур 13.11.2014 року | 3-й тур 13.11.2014 року | 3-й тур 13.11.2014 року | 3-й тур 13.11.2014 року | 3-й тур 13.11.2014 року |
| ----------------------- | ----------------------- | ----------------------- | ----------------------- | ----------------------- |
| Ковчан                  | ½                       | ½:½                     | 1½                      | Моїсеєнко               |
| Іванчук                 | ½                       | ½:½                     | ½                       | Зубов                   |
| Зубарєв                 | 0                       | 0:1                     | 2                       | Ельянов                 |
| Пономарьов              | 1                       | 1:0                     | 1½                      | Криворучко              |
| Богданович              | 0                       | 1:0                     | 2                       | Коробов                 |
| Кузубов                 | 1½                      | ½:½                     | 1                       | Арещенко                |
| 6-й тур 16.11.2014 року |                         |                         |                         |                         |
| Моїсеєнко               | 3                       | ½:½                     | 3                       | Коробов                 |
| Криворучко              | 2½                      | ½:½                     | 2½                      | Арещенко                |
| Ельянов                 | 4                       | 0:1                     | 3                       | Кузубов                 |
| Зубов                   | 2½                      | ½:½                     | 2                       | Богданович              |
| Ковчан                  | 1½                      | ½:½                     | 3                       | Пономарьов              |
| Іванчук                 | 2½                      | 0:1                     | ½                       | Зубарєв                 |
| 9-й тур 20.11.2014 року |                         |                         |                         |                         |
| Пономарьов              | 5                       | ½:½                     | 5                       | Моїсеєнко               |
| Богданович              | 2½                      | 0:1                     | 1½                      | Зубарєв                 |
| Кузубов                 | 6                       | ½:½                     | 4                       | Іванчук                 |
| Арещенко                | 3½                      | 1:0                     | 3                       | Ковчан                  |
| Коробов                 | 4½                      | ½:½                     | 4                       | Зубов                   |
| Криворучко              | 4                       | 0:1                     | 5                       | Ельянов                 |
| Фінальний результат     |                         |                         |                         |                         |
| Кузубов                 | 7½                      |                         | 5½                      | Іванчук                 |
| Ельянов                 | 7½                      |                         | 5½                      | Зубов                   |
| Коробов                 | 6½                      |                         | 4½                      | Криворучко              |
| Пономарьов              | 6½                      |                         | 3½                      | Богданович              |
| Моїсеєнко               | 6                       |                         | 3½                      | Зубарєв                 |
| Арещенко                | 6                       |                         | 3½                      | Ковчан                  |

## Турнірна таблиця
| №  | Учасник              | Місто       | Рейтинг | 1 | 2 | 3 | 4 | 5 | 6 | 7 | 8 | 9 | 10 | 11 | 12 |  | + | − | = | Очки | Місце  | ТВ    | Перфоменс | +/-   |
| -- | -------------------- | ----------- | ------- | - | - | - | - | - | - | - | - | - | -- | -- | -- |  | - | - | - | ---- | ------ | ----- | --------- | ----- |
| 1  | Василь Іванчук       | Львів       | 2726    |   | 0 | ½ | ½ | ½ | ½ | ½ | ½ | 1 | 0  | ½  | 1  |  | 2 | 2 | 7 | 5½   | 7      | 28,25 | 2653      | -10,9 |
| 2  | Павло Ельянов        | Харків      | 2719    | 1 |   | ½ | 1 | ½ | ½ | 0 | ½ | ½ | 1  | 1  | 1  |  | 5 | 1 | 5 | 7½   | Silver | 36,75 | 2787      | +10,0 |
| 3  | Руслан Пономарьов    | Київ        | 2711    | ½ | ½ |   | 1 | ½ | 0 | 0 | 1 | 1 | 1  | ½  | ½  |  | 4 | 2 | 5 | 6½   | 4      | 31,50 | 2719      | +1,5  |
| 4  | Юрій Криворучко      | Львів       | 2706    | ½ | 0 | 0 |   | ½ | ½ | ½ | ½ | ½ | 1  | 0  | ½  |  | 1 | 3 | 7 | 4½   | 9      | 22,75 | 2590      | -17,6 |
| 5  | Олександр Моїсеєнко  | Харків      | 2701    | ½ | ½ | ½ | ½ |   | ½ | ½ | ½ | 0 | 1  | 1  | ½  |  | 2 | 1 | 8 | 6    | 5      | 32,75 | 2691      | -1,8  |
| 6  | Антон Коробов        | Харків      | 2680    | ½ | ½ | 1 | ½ | ½ |   | ½ | ½ | 0 | 1  | ½  | 1  |  | 3 | 1 | 7 | 6½   | Bronze | 34,75 | 2722      | +6,5  |
| 7  | Юрій Кузубов         | Краматорськ | 2661    | ½ | 1 | 1 | ½ | ½ | ½ |   | ½ | 1 | 0  | 1  | 1  |  | 5 | 1 | 5 | 7½   | Gold   | 40,75 | 2792      | +19,8 |
| 8  | Олександр Арещенко   | Львів       | 2655    | ½ | ½ | 0 | ½ | ½ | ½ | ½ |   | 1 | 1  | 0  | 1  |  | 3 | 2 | 6 | 6    | 6      | 29,25 | 2696      | +5,7  |
| 9  | Станіслав Богданович | Одеса       | 2590    | 0 | ½ | 0 | ½ | 1 | 1 | 0 | 0 |   | 0  | ½  | 0  |  | 2 | 6 | 3 | 3½   | 10     | 21,25 | 2532      | -8,8  |
| 10 | Олександр Зубарєв    | Запоріжжя   | 2588    | 1 | 0 | 0 | 0 | 0 | 0 | 1 | 0 | 1 |    | 0  | ½  |  | 3 | 7 | 1 | 3½   | 11     | 18,25 | 2533      | -8,3  |
| 11 | Олександр Зубов      | Миколаїв    | 2588    | ½ | 0 | ½ | 1 | 0 | ½ | 0 | 1 | ½ | 1  |    | ½  |  | 3 | 3 | 5 | 5½   | 8      | 26,85 | 2666      | +11.7 |
| 12 | Олександр Ковчан     | Харків      | 2585    | 0 | 0 | ½ | ½ | ½ | 0 | 0 | 0 | 1 | ½  | ½  |    |  | 1 | 5 | 5 | 3½   | 12     | 16,50 | 2533      | -8,0  |